# Густафссон, Эрик (1992)
Э́рик Гу́стафссон (швед. Erik Gustafsson; 14 марта 1992, Нюнесхамн, Швеция) — шведский хоккеист, защитник клуба НХЛ «Детройт Ред Уингз».

## Биография
Хоккейную карьеру начал в родном городе за местный «Нюнесхамн». С 2008 года — в системе клуба «Юргорден». В мае 2011 года продлил контракт с клубом. 15 сентября 2011 года впервые попал в заявку на матч ХВ71, но так и не вышел на лёд. 27 сентября сыграл первый матч в шведской высшей лиге против клуба «Брюнес». Первую шайбу забросил 26 декабря в ворота Фредрика Норрены в матче против «Линчёпинга». По итогам сезона 2012/13 «Юргорден» покинул элиту шведского хоккея, и Эрик перешёл в команду «Фрёлунда». На драфте НХЛ 2012 года был выбран клубом «Эдмонтон Ойлерз». После двух успешно проведённых сезонов в Швеции Густафссон решил попробовать свои силы за океаном. «Эдмонтон» не закрепил права на игрока, и Эрик 30 апреля 2015 года подписал двухлетний контракт с командой «Чикаго». Выступал на юниорских турнирах за команду Швеции. На чемпионате мира дебютировал в 2016 году.
1 июля 2024 года в качестве свободного агента подписал двухлетний контракт с «Детройт Ред Уингз» на сумму $4 млн.